# 武德 (明朝)
武德（1351年2月11日—1435年11月28日），字興隆，河南安豐（安徽壽縣）人，明朝初期军事将领。
其早年为义军将领，后元朝将领逃亡，于是劝其帅張鑒投顺。后其投顺朱元璋。其跟随李文忠攻打池州，力战时臀部中箭，其拔去箭继续战斗。后跟随攻下昌化、嚴州等。当时攻打苗族部队，其上言说可以偷袭。李文忠问原因，其回答道观察敌军部队有不安聲囂。后连续攻克蘭溪、諸暨、紹興，都是率先攻城，右臂受伤仍然不顾。李文忠叹道：“将士若人人都如此，有什么战役打不赢得啊！”
当时蔣英、賀仁德叛变，后武德跟随李文忠平定金华、處州，在刘山的时候遇到賀仁德，于是双方短兵相接，武德中戈伤，后拔刀断戈后继续追击。賀仁德战败后被属下杀死。武德回师严守。此后两年，任管軍百戶。跟随李文忠在諸暨攻破张士诚部队，后援助浦城，平定各山寨。后升任管軍千戶，移守衢州。后跟随吳禎巡视海军。吳禎命其守卫平陽。后跟随大军征讨云南，朱元璋命其与诸大帅同行。